# Cryptococcus gastricus
Cryptococcus gastricus är en svampart som beskrevs av Reiersöl & di Menna 1958. Cryptococcus gastricus ingår i släktet Cryptococcus och familjen Tremellaceae.   Inga underarter finns listade i Catalogue of Life.